# Klaus Richter (Bildhauer)

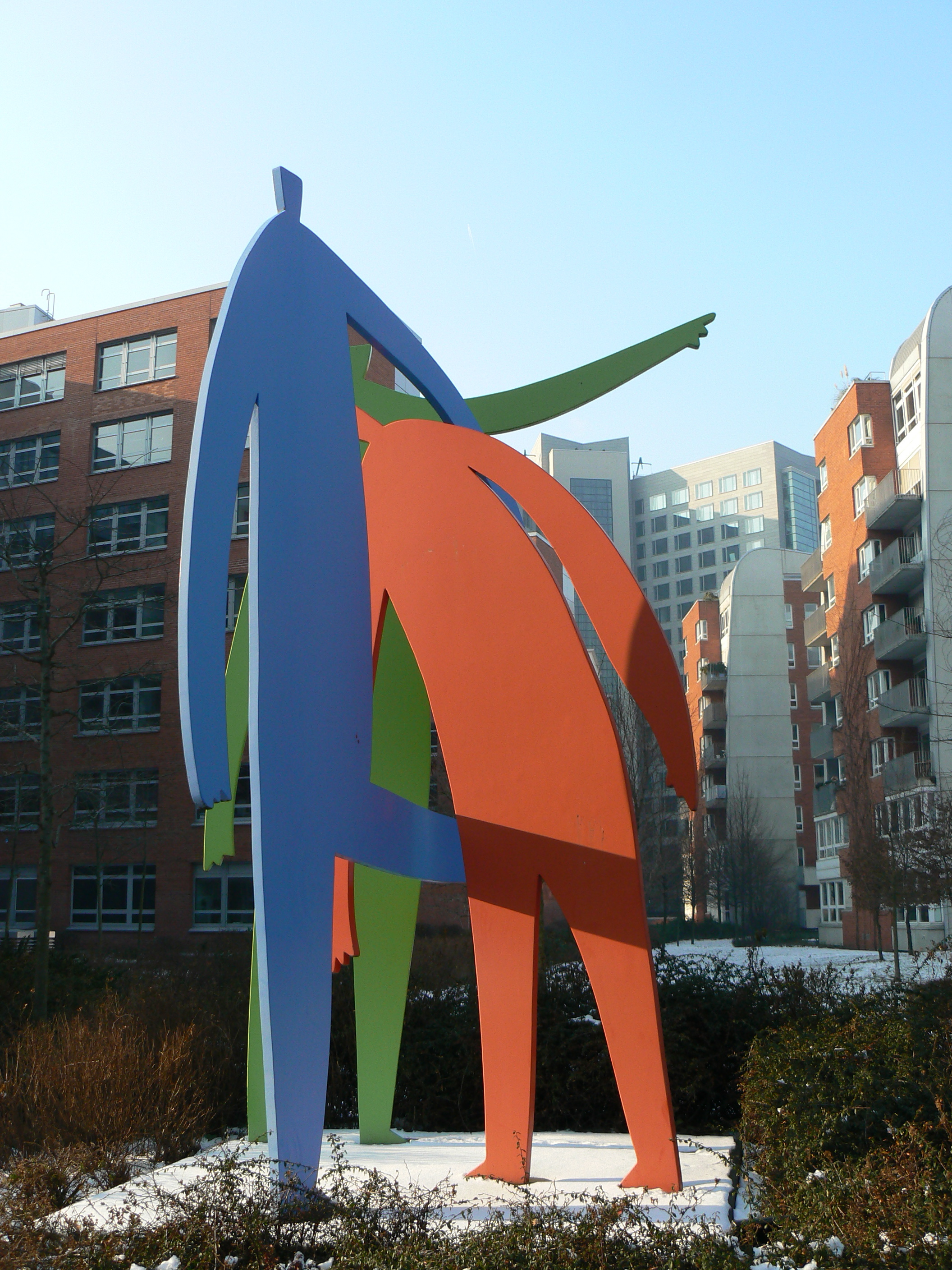
Farbige Stahlskulptur Frankfurt-Bockenheim

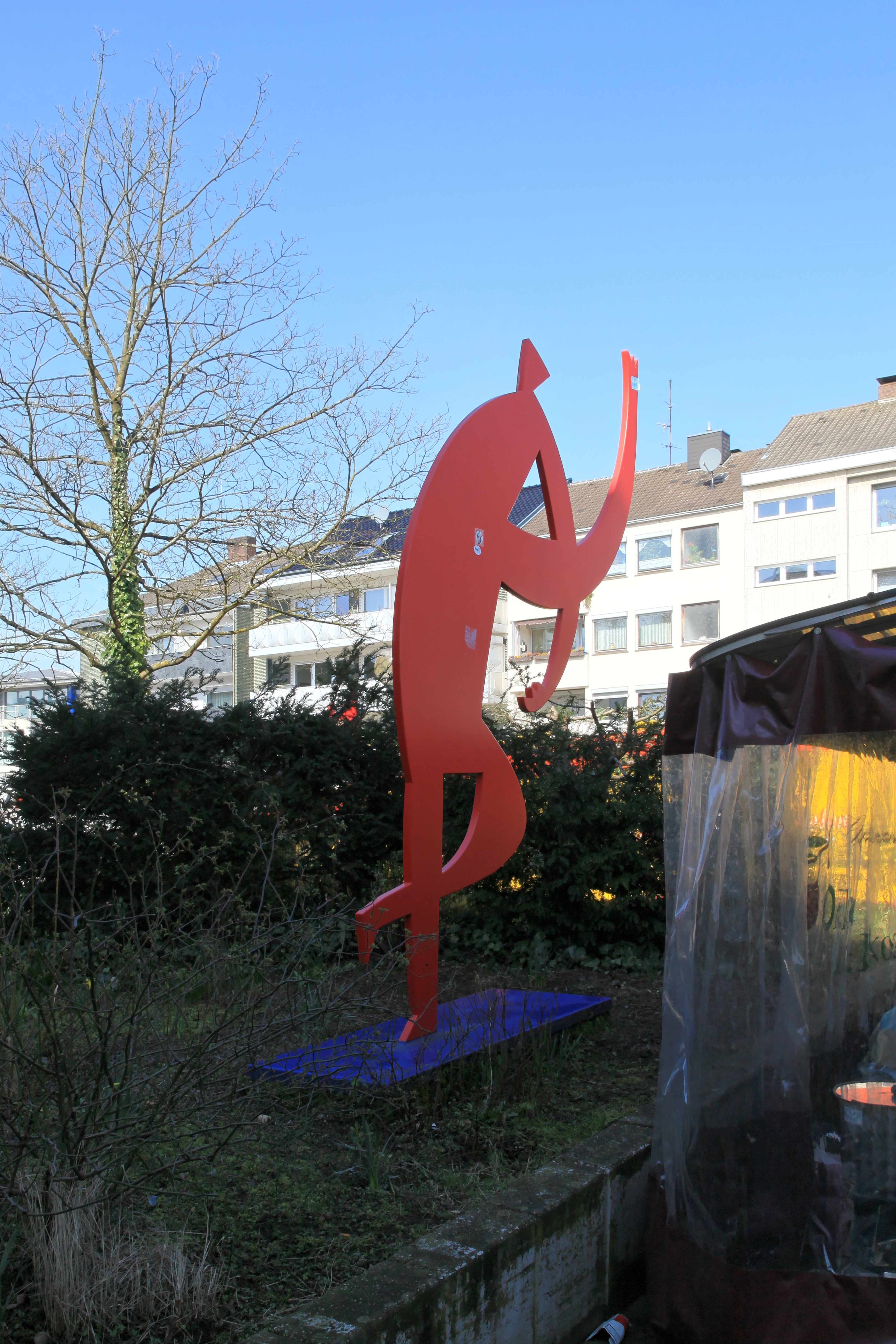
Farbige Stahlskulptur Haan

Klaus Richter (* 1955 in Hof (Saale)) ist ein deutscher bildender Künstler und Kurator.
Er lebt seit 1969 in Düsseldorf. Von 1975 bis 1982 studierte er an der Kunstakademie Düsseldorf bei dem Dozenten Peter Kleemann, Professor Fritz Schwegler und Professor Alfonso Hüppi, dessen Meisterschüler er ist. Von 1984 bis 1988 nahm er Mimen- und Schauspielunterricht. Seit 1984 realisierte er zahlreiche Skulpturenprojekte im öffentlichen und privaten Raum, Foto- und Theaterinszenierungen. Seit 2010 ist er Kurator und stellvertretender Leiter des Kulturforums Alte Post Neuss/Städtische Galerie. Er hat an zahlreichen Einzel- und Gruppenausstellungen und Performances im In- und Ausland teilgenommen. Verheiratet ist Klaus Richter mit der Künstlerin Hedwig Rogge (* 1965 in Bonn).